# Eisschnelllauf-Einzelstreckenweltmeisterschaften 2004
Die 8. Einzelstreckenweltmeisterschaften wurden vom 12. bis 14. März 2004 im Taereung Ice Rink in der südkoreanischen Hauptstadt Seoul ausgetragen.

## Teilnehmende Nationen
- 112 Sportler aus 18 Nationen nahmen an der Meisterschaft teil

| Teilnehmende Nationen                      | Teilnehmende Nationen                   | Teilnehmende Nationen               | Teilnehmende Nationen           | Teilnehmende Nationen       |
| ------------------------------------------ | --------------------------------------- | ----------------------------------- | ------------------------------- | --------------------------- |
| Belgien Belarus Kanada Volksrepublik China | Tschechien Finnland Deutschland Italien | Japan Südkorea Niederlande Norwegen | Polen Rumänien Russland Schweiz | Schweden Vereinigte Staaten |

## Sieger
- Zeigt die drei Medaillenplätze der einzelnen Distanzen

### Frauen
| Distanz       | Gold              | Silber                      | Bronze             |
| ------------- | ----------------- | --------------------------- | ------------------ |
| 2 × 500 Meter | Wang Manli        | Anzhelika Kotjuga           | Ren Hui            |
| 1.000 Meter   | Anni Friesinger   | Marianne Timmer             | Cindy Klassen      |
| 1.500 Meter   | Anni Friesinger   | Cindy Klassen               | Jennifer Rodriguez |
| 3.000 Meter   | Claudia Pechstein | Gretha Smit Anni Friesinger |                    |
| 5.000 Meter   | Clara Hughes      | Gretha Smit                 | Claudia Pechstein  |

### Männer
| Distanz       | Gold               | Silber             | Bronze            |
| ------------- | ------------------ | ------------------ | ----------------- |
| 2 × 500 Meter | Jeremy Wotherspoon | Dmitri Lobkow      | Mike Ireland      |
| 1.000 Meter   | Erben Wennemars    | Jeremy Wotherspoon | Masaaki Kobayashi |
| 1.500 Meter   | Shani Davis        | Mark Tuitert       | Erben Wennemars   |
| 5.000 Meter   | Chad Hedrick       | Carl Verheijen     | Gianni Romme      |
| 10.000 Meter  | Carl Verheijen     | Bob de Jong        | Chad Hedrick      |

## Wettbewerbe

### Frauen

#### 2 × 500 Meter
- Die Zeiten beider 500 m Läufe in Sekunden, werden addiert und ergeben die Gesamtpunktzahl

| Platz | Name                      | Land                | 1. Lauf 500 Meter | 2. Lauf 500 Meter | Gesamt- punkte |
| ----- | ------------------------- | ------------------- | ----------------- | ----------------- | -------------- |
| 1     | Wang Manli                | Volksrepublik China | 38,65 (1)         | 38,23 (1)         | 76,88          |
| 2     | Anzhelika Kotjuga         | Belarus             | 39,17 (4)         | 38,69 (2)         | 77,86          |
| 3     | Ren Hui                   | Volksrepublik China | 39,16 (3)         | 39,16 (4)         | 78,32          |
| 4     | Jenny Wolf                | Deutschland         | 39,11 (2)         | 39,24 (5)         | 78,35          |
| 5     | Marianne Timmer           | Niederlande         | 39,25 (5)         | 39,42 (8)         | 78,67          |
| 6     | Shihomi Shin’ya           | Japan               | 39,60 (9)         | 39,12 (3)         | 78,72          |
| 7     | Monique Garbrecht-Enfeldt | Deutschland         | 39,48 (7)         | 39,30 (6)         | 78,78          |
| 8     | Andrea Nuyt               | Niederlande         | 39,52 (8)         | 39,62 (12)        | 79,14          |
| 9     | Aki Tonoike               | Japan               | 39,73 (12)        | 39,43 (9)         | 79,16          |
| 10    | Chiara Simionato          | Italien             | 39,39 (6)         | 39,78 (15)        | 79,17          |
|       |                           |                     |                   |                   |                |
| 13    | Pamela Zoellner           | Deutschland         | 39,65 (10)        | 39,59 (11)        | 79,24          |

#### 1.000 Meter
| Platz | Name                                 | Land                       | Zeit    |
| ----- | ------------------------------------ | -------------------------- | ------- |
| 1     | Anni Friesinger                      | Deutschland                | 1:17,82 |
| 2     | Marianne Timmer                      | Niederlande                | 1:18,50 |
| 3     | Cindy Klassen                        | Kanada                     | 1:18,68 |
| 4     | Anzhelika Kotjuga Jennifer Rodriguez | Belarus Vereinigte Staaten | 1:18,80 |
| 6     | Chris Witty                          | Vereinigte Staaten         | 1:19,08 |
| 7     | Monique Garbrecht-Enfeldt            | Deutschland                | 1:19,32 |
| 8     | Annamarie Thomas                     | Niederlande                | 1:19,54 |
| 9     | Maki Tabata                          | Japan                      | 1:19,59 |
| 10    | Chiara Simionato                     | Italien                    | 1:19,72 |
|       |                                      |                            |         |
| 15    | Pamela Zoellner                      | Deutschland                | 1:20,36 |

#### 1.500 Meter
| Platz | Name               | Land                | Zeit    |
| ----- | ------------------ | ------------------- | ------- |
| 1     | Anni Friesinger    | Deutschland         | 2:00,48 |
| 2     | Cindy Klassen      | Kanada              | 2:01,21 |
| 3     | Jennifer Rodriguez | Vereinigte Staaten  | 2:01,54 |
| 4     | Barbara de Loor    | Niederlande         | 2:01,58 |
| 5     | Annamarie Thomas   | Niederlande         | 2:02,71 |
| 6     | Maki Tabata        | Japan               | 2:02,93 |
| 7     | Wang Fei           | Volksrepublik China | 2:03,10 |
| 8     | Chiara Simionato   | Italien             | 2:03,28 |
| 9     | Marianne Timmer    | Niederlande         | 2:03,68 |
| 10    | Katarzyna Wójcicka | Polen               | 2:03,95 |
|       |                    |                     |         |
| 17    | Daniela Anschütz   | Deutschland         | 2:04,75 |
| 21    | Lucille Opitz      | Deutschland         | 2:06,32 |

#### 3.000 Meter
| Platz | Name                        | Land                    | Zeit    |
| ----- | --------------------------- | ----------------------- | ------- |
| 1     | Claudia Pechstein           | Deutschland             | 4:13,46 |
| 2     | Gretha Smit Anni Friesinger | Niederlande Deutschland | 4:13,85 |
| 4     | Clara Hughes                | Kanada                  | 4:13,98 |
| 5     | Gunda Niemann-Stirnemann    | Deutschland             | 4:15,50 |
| 6     | Kristina Groves             | Kanada                  | 4:17,09 |
| 7     | Catherine Raney             | Vereinigte Staaten      | 4:17,66 |
| 8     | Barbara de Loor             | Niederlande             | 4:18,29 |
| 9     | Walentina Jakschina         | Russland                | 4:18,54 |
| 10    | Helen van Goozen            | Niederlande             | 4:19,52 |

#### 5.000 Meter
| Platz | Name                     | Land               | Zeit    |
| ----- | ------------------------ | ------------------ | ------- |
| 1     | Clara Hughes             | Kanada             | 7:10,66 |
| 2     | Gretha Smit              | Niederlande        | 7:11,17 |
| 3     | Claudia Pechstein        | Deutschland        | 7:13,42 |
| 4     | Gunda Niemann-Stirnemann | Deutschland        | 7:16,26 |
| 5     | Walentina Jakschina      | Russland           | 7:20,32 |
| 6     | Catherine Raney          | Vereinigte Staaten | 7:24,90 |
| 7     | Swetlana Vysokowa        | Russland           | 7:24,91 |
| 8     | Kristina Groves          | Kanada             | 7:25,04 |
| 9     | Barbara de Loor          | Niederlande        | 7:25,47 |
| 10    | Helen van Goozen         | Niederlande        | 7:28,79 |
|       |                          |                    |         |
| 11    | Daniela Anschütz         | Deutschland        | 7:30,58 |
| 15    | Henriët Bosker           | Schweiz            | 7:37,90 |

### Männer

#### 2 × 500 Meter
- Die Zeiten beider 500 m Läufe in Sekunden, werden addiert und ergeben die Gesamtpunktzahl

| Platz | Name               | Land               | 1. Lauf 500 Meter | 2. Lauf 500 Meter | Gesamt- punkte |
| ----- | ------------------ | ------------------ | ----------------- | ----------------- | -------------- |
| 1     | Jeremy Wotherspoon | Kanada             | 35,54 (2)         | 35,25 (1)         | 70,79          |
| 2     | Dmitri Lobkow      | Russland           | 35,68 (4)         | 35,46 (2)         | 71,14          |
| 3     | Mike Ireland       | Kanada             | 35,40 (1)         | 35,80 (8)         | 71,20          |
| 4     | Masaaki Kobayashi  | Japan              | 35,60 (3)         | 35,61 (5)         | 71,21          |
| 5     | Casey Fitzrandolph | Vereinigte Staaten | 35,78 (5)         | 35,59 (4)         | 71,37          |
| 6     | Pekka Koskela      | Finnland           | 35,88 (10)        | 35,55 (3)         | 71,43          |
| 7     | Kip Carpenter      | Vereinigte Staaten | 35,78 (5)         | 35,72 (6)         | 71,50          |
| 8     | Gerard van Velde   | Niederlande        | 35,86 (9)         | 35,82 (9)         | 71,68          |
| 9     | Hiroyasu Shimizu   | Japan              | 35,81 (7)         | 35,94 (11)        | 71,75          |
| 10    | Joey Cheek         | Vereinigte Staaten | 36,10 (14)        | 35,74 (7)         | 71,84          |

#### 1.000 Meter
| Platz | Name               | Land               | Zeit    |
| ----- | ------------------ | ------------------ | ------- |
| 1     | Erben Wennemars    | Niederlande        | 1:10,66 |
| 2     | Jeremy Wotherspoon | Kanada             | 1:11,12 |
| 3     | Masaaki Kobayashi  | Japan              | 1:11,58 |
| 4     | Joey Cheek         | Vereinigte Staaten | 1:11,68 |
| 5     | Jan Bos            | Niederlande        | 1:11,70 |
| 6     | Kip Carpenter      | Vereinigte Staaten | 1:11,71 |
| 7     | Takaharu Nakajima  | Japan              | 1:11,83 |
| 8     | Tadashi Obara      | Japan              | 1:11,85 |
| 9     | Janne Hänninen     | Finnland           | 1:12,01 |
| 10    | Pekka Koskela      | Finnland           | 1:12,05 |

#### 1.500 Meter
| Platz | Name               | Land                | Zeit    |
| ----- | ------------------ | ------------------- | ------- |
| 1     | Shani Davis        | Vereinigte Staaten  | 1:48,64 |
| 2     | Mark Tuitert       | Niederlande         | 1:49,29 |
| 3     | Erben Wennemars    | Niederlande         | 1:49,49 |
| 4     | Ralf van der Rijst | Niederlande         | 1:50,26 |
| 5     | Chad Hedrick       | Vereinigte Staaten  | 1:50,84 |
| 6     | Li Changyu         | Volksrepublik China | 1:50,94 |
| 7     | Jewgeni Lalenkow   | Russland            | 1:51,07 |
| 8     | Derek Parra        | Vereinigte Staaten  | 1:51,13 |
| 9     | Enrico Fabris      | Italien             | 1:51,37 |
| 10    | Jan Friesinger     | Deutschland         | 1:51,62 |
|       |                    |                     |         |
| 20    | Jörg Dallmann      | Deutschland         | 1:53,35 |

#### 5.000 Meter
| Platz | Name              | Land               | Zeit    |
| ----- | ----------------- | ------------------ | ------- |
| 1     | Chad Hedrick      | Vereinigte Staaten | 6:34,37 |
| 2     | Carl Verheijen    | Niederlande        | 6:38,15 |
| 3     | Gianni Romme      | Niederlande        | 6:38,73 |
| 4     | Eskil Ervik       | Norwegen           | 6:40,82 |
| 5     | Enrico Fabris     | Italien            | 6:41,80 |
| 6     | Bob de Jong       | Niederlande        | 6:43,17 |
| 7     | Iwan Skobrew      | Russland           | 6:44,48 |
| 8     | Paweł Jan Zygmunt | Polen              | 6:45,61 |
| 9     | Øystein Grødum    | Norwegen           | 6:46,30 |
| 10    | Witold Mazur      | Polen              | 6:48,02 |
|       |                   |                    |         |
| 11    | Frank Dittrich    | Deutschland        | 6:48,04 |
| 12    | René Taubenrauch  | Deutschland        | 6:48,35 |
| 14    | Jens Boden        | Deutschland        | 6:50,41 |

#### 10.000 Meter
| Platz | Name             | Land               | Zeit     |
| ----- | ---------------- | ------------------ | -------- |
| 1     | Carl Verheijen   | Niederlande        | 13:37,15 |
| 2     | Bob de Jong      | Niederlande        | 13:45,52 |
| 3     | Chad Hedrick     | Vereinigte Staaten | 13:54,98 |
| 4     | KC Boutiette     | Vereinigte Staaten | 13:56,81 |
| 5     | Øystein Grødum   | Norwegen           | 13:57,36 |
| 6     | Frank Dittrich   | Deutschland        | 13:58,32 |
| 7     | René Taubenrauch | Deutschland        | 14:03,39 |
| 8     | Witold Mazur     | Polen              | 14:04,12 |
| 9     | Gianni Romme     | Niederlande        | 14:04,15 |
| 10    | Juri Kochanez    | Russland           | 14:04,74 |

## Gesamt
Die Medaillen im Teamwettbewerb fließen als einzelne Medaille in die Nationenwertung und in die Rangliste als eine Medaille je Starter ein
- Platz: Gibt die Reihenfolge der Athleten wieder. Diese wird durch die Anzahl der Goldmedaillen bestimmt. Bei gleicher Anzahl werden die Silbermedaillen verglichen, danach die Bronzemedaillen
- Name: Nennt den Namen des Athleten
- Land: Nennt das Land, für das der Athlet startete
- Gold: Nennt die Anzahl der gewonnenen Goldmedaillen
- Silber: Nennt die Anzahl der gewonnenen Silbermedaillen
- Bronze: Nennt die Anzahl der gewonnenen Bronzemedaillen
- Gesamt: Nennt die Anzahl aller gewonnenen Medaillen

### Top Ten
- Die Top Ten zeigt die Zehn erfolgreichsten Sportler (Frauen/Männer)

| Platz | Name               | Land                | Gold | Silber | Bronze | Gesamt |
| ----- | ------------------ | ------------------- | ---- | ------ | ------ | ------ |
| 1.    | Anni Friesinger    | Deutschland         | 2    | 1      | 0      | 3      |
| 1.    | Carl Verheijen     | Niederlande         | 2    | 1      | 0      | 3      |
| 3.    | Jeremy Wotherspoon | Kanada              | 1    | 1      | 0      | 2      |
| 4.    | Chad Hedrick       | Vereinigte Staaten  | 1    | 0      | 1      | 2      |
| 4.    | Claudia Pechstein  | Deutschland         | 1    | 0      | 1      | 2      |
| 6.    | Erben Wennemars    | Niederlande         | 1    | 0      | 1      | 2      |
| 6.    | Clara Hughes       | Kanada              | 1    | 0      | 0      | 1      |
| 6.    | Wang Manli         | Volksrepublik China | 1    | 0      | 0      | 1      |
| 9.    | Shani Davis        | Vereinigte Staaten  | 1    | 0      | 0      | 1      |
| 10.   | Gretha Smit        | Niederlande         | 0    | 2      | 0      | 2      |

### Nationenwertung
- Die Nationenwertung zeigt die erfolgreichsten Nationen (Frauen/Männer)

| Platz | Land                | Gold | Silber | Bronze | Gesamt |
| ----- | ------------------- | ---- | ------ | ------ | ------ |
| 1.    | Niederlande         | 3    | 6      | 2      | 11     |
| 2.    | Deutschland         | 3    | 1      | 1      | 5      |
| 3.    | Kanada              | 2    | 2      | 2      | 6      |
| 4.    | Vereinigte Staaten  | 2    | 0      | 2      | 4      |
| 5.    | Volksrepublik China | 1    | 0      | 1      | 2      |
| 6.    | Belarus             | 0    | 1      | 0      | 1      |
| 7.    | Russland            | 0    | 1      | 0      | 1      |
| 8.    | Japan               | 0    | 0      | 1      | 1      |

### Frauen

#### Rangliste
- Die Rangliste zeigt die erfolgreichsten Sportlerinnen der Einzelstrecken-WM

| Platz | Name               | Land                | Gold | Silber | Bronze | Gesamt |
| ----- | ------------------ | ------------------- | ---- | ------ | ------ | ------ |
| 1.    | Anni Friesinger    | Deutschland         | 2    | 1      | 0      | 3      |
| 2.    | Claudia Pechstein  | Deutschland         | 1    | 0      | 1      | 2      |
| 3.    | Clara Hughes       | Kanada              | 1    | 0      | 0      | 1      |
| 3.    | Wang Manli         | Volksrepublik China | 1    | 0      | 0      | 1      |
| 5.    | Gretha Smit        | Niederlande         | 0    | 2      | 0      | 2      |
| 6.    | Cindy Klassen      | Kanada              | 0    | 1      | 1      | 2      |
| 7.    | Anzhelika Kotjuga  | Belarus             | 0    | 1      | 0      | 1      |
| 7.    | Marianne Timmer    | Niederlande         | 0    | 1      | 0      | 1      |
| 9.    | Ren Hui            | Volksrepublik China | 0    | 0      | 1      | 1      |
| 9.    | Jennifer Rodriguez | Vereinigte Staaten  | 0    | 0      | 1      | 1      |

#### Nationenwertung
- Die Nationenwertung zeigt die erfolgreichste Nationen (Frauen)

| Platz | Land                | Gold | Silber | Bronze | Gesamt |
| ----- | ------------------- | ---- | ------ | ------ | ------ |
| 1.    | Deutschland         | 3    | 1      | 1      | 5      |
| 2.    | Kanada              | 1    | 1      | 1      | 3      |
| 3.    | Volksrepublik China | 1    | 0      | 1      | 2      |
| 4.    | Niederlande         | 0    | 3      | 0      | 3      |
| 5.    | Vereinigte Staaten  | 0    | 1      | 1      | 2      |
| 6.    | Belarus             | 0    | 1      | 0      | 1      |

### Männer

#### Rangliste
- Die Rangliste zeigt die erfolgreichsten Sportler der Einzelstrecken-WM

| Platz | Name               | Land               | Gold | Silber | Bronze | Gesamt |
| ----- | ------------------ | ------------------ | ---- | ------ | ------ | ------ |
| 1.    | Carl Verheijen     | Niederlande        | 2    | 1      | 0      | 3      |
| 2.    | Jeremy Wotherspoon | Kanada             | 1    | 1      | 0      | 2      |
| 3.    | Chad Hedrick       | Vereinigte Staaten | 1    | 0      | 1      | 2      |
| 3.    | Erben Wennemars    | Niederlande        | 1    | 0      | 1      | 2      |
| 5.    | Shani Davis        | Vereinigte Staaten | 1    | 0      | 0      | 1      |
| 6.    | Bob de Jong        | Niederlande        | 0    | 1      | 0      | 1      |
| 6.    | Dmitri Lobkow      | Russland           | 0    | 1      | 0      | 1      |
| 6.    | Mark Tuitert       | Niederlande        | 0    | 1      | 0      | 1      |
| 9.    | Gianni Romme       | Niederlande        | 0    | 0      | 1      | 1      |
| 10.   | Masaaki Kobayashi  | Japan              | 0    | 0      | 1      | 1      |
| 10.   | Mike Ireland       | Kanada             | 0    | 0      | 1      | 1      |

#### Nationenwertung
- Die Nationenwertung zeigt die erfolgreichste Nationen (Männer)

| Platz | Land               | Gold | Silber | Bronze | Gesamt |
| ----- | ------------------ | ---- | ------ | ------ | ------ |
| 1.    | Niederlande        | 3    | 3      | 2      | 8      |
| 2.    | Vereinigte Staaten | 2    | 0      | 1      | 3      |
| 3.    | Kanada             | 1    | 1      | 1      | 3      |
| 4.    | Russland           | 0    | 1      | 0      | 1      |
| 5.    | Japan              | 0    | 0      | 1      | 1      |